# جوني روبنسون (لاعب كرة قدم أمريكية)
جوني روبنسون (بالإنجليزية: Johnny Robinson)‏ هو لاعب كرة قدم أمريكية أمريكي، ولد في 9 سبتمبر 1938 في دلهي في الولايات المتحدة.

## وصلات خارجية
- جوني روبنسون على موقع مرجع كرة القدم المحترفة.كوم (الإنجليزية)
- جوني روبنسون على موقع قاعة لويزيانا للمشاهير الرياضية (الإنجليزية)